# Fanna (Palau)
Fanna (o Fana) è un'isola delle Palau, nell'Oceano Pacifico, nello Stato di Sonsorol. L'isola, che costituisce amministrativamente una municipalità (con a capo Mariano Carlos) pur non avendo una popolazione stabile né edifici, costituisce, insieme all'isola di Sonsorol le Sonsorol Islands.

## Geografia
Fanna è un'isola quasi circolare, con un diametro di circa 350 m, circondata da una barriera corallina che si estende da 160 a 480 m in off-shore.
L'isola si trova a 1,6 km a nord di Sonsorol, con la quale forma le Sonsorol Islands.
L'isola presenta una rigogliosa vegetazione, rappresentata essenzialmente da palme da cocco ed altri alberi.
È abitata dal Pipistrello della Frutta delle Marianne (Pteropus mariannus).